# Çinili Köşk
Der Çinili Köşk (deutsch Fliesen-Häuschen oder -pavillon, engl. Tiled Kiosk) ist ein osmanisches Gebäude auf dem Gelände des Archäologischen Museums von Istanbul, das heute als Ausstellungsgebäude für die Sammlung islamischer Keramik des Museums dient (Çinili Köşk Müzesi).

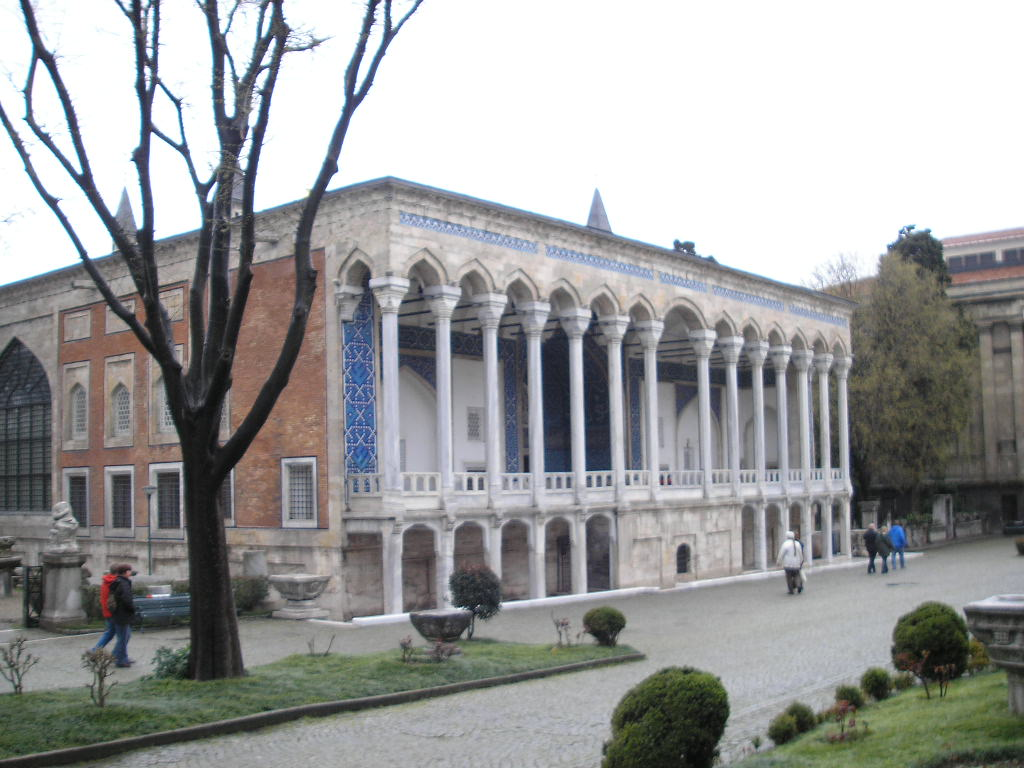
Außenansicht des Pavillons

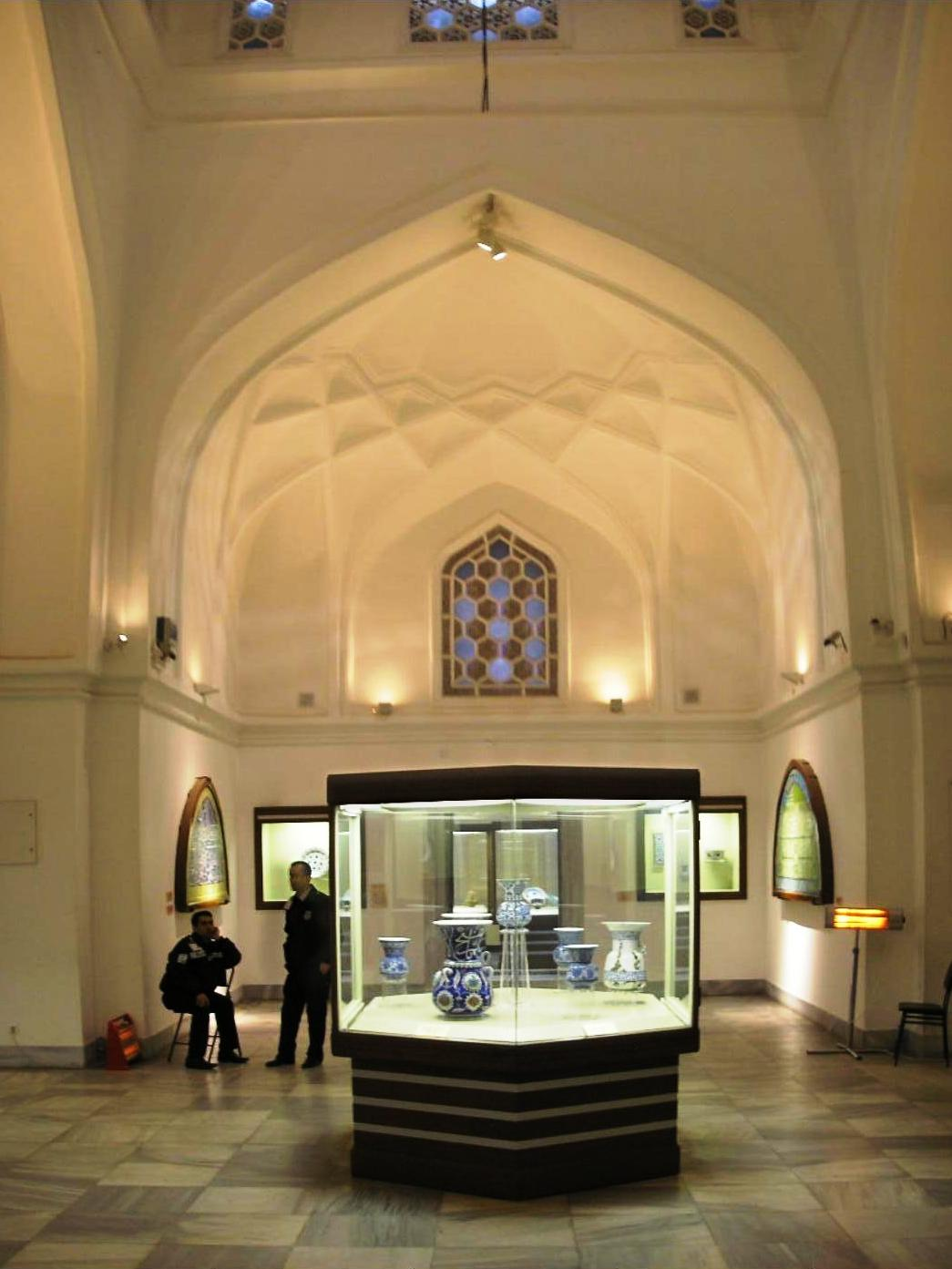
Der Hauptraum im Innern

## Bauwerk
Das Gebäude gilt als der älteste erhaltene Teil des Topkapı-Palastes. Es wurde im Jahre 1472 von Sultan Mehmed II. in der Nähe seines neuen Palastes als Lustpavillon (Kiosk) angelegt. Ursprünglich gab es drei Pavillons dieser Art, die durch ihre Baustile (griechisch, türkisch, persisch) die drei Weltgegenden des osmanischen Reiches symbolisieren sollten. Dieses einzige heute erhaltene Gebäude repräsentiert den persischen Baustil.
Das Erscheinungsbild des Gebäudes wird durch Keramikfliesen im timuridischen Stil bestimmt. Der Grundriss ist kreuzförmig mit vier Iwanen nach persischem Muster. Vier überkuppelte Eckräume ergänzen den Grundriss zu einem Quadrat. Nur die Kuppel des zentralen Raumes ragt über das Flachdach hinaus.
Der Thron des Sultans stand in einer Apsis, die am westlichen Iwan angebaut wurde und dem Haupteingang gegenüberliegt. Nach Angaben der Hofdichter fanden in diesem Pavillon ausschweifende Feste statt, zu denen Gelage mit den Hofpagen und jungen Frauen gehörten.
Der hölzerne Vorbau des Pavillons fiel einem Brand zum Opfer und wurde im Jahre 1737 durch die jetzige Säulenvorhalle ersetzt.
Seit 1875 diente der Çinili Köşk als Antikenmuseum, ehe dieses in den benachbarten Neubau überführt wurde. Seit 1953 dient er als Keramikmuseum.

## Museum
Die Sammlung des Museums umfasst rund 2000 Artefakte aus der Zeit der seldschukischen und der osmanischen Herrscher (11. bis 20. Jahrhundert). Die bedeutendsten Fliesen und Töpferwaren aus der Sammlung werden im Pavillon ausgestellt, teils in Vitrinen, teils direkt in die Wände eingelassen. Die Herstellungsorte sind İznik, Kütahya und Çanakkale.
Als eines der bedeutendsten Exponate gilt ein mit İznik-Keramik verzierter Mihrab aus der Ibrahim-Bey-Moschee in Karaman in Zentralanatolien. Ebenfalls bedeutend sind zwei Bogenfelder aus der Medrese der Haseki-Hürrem-Moschee in Istanbul (16. Jahrhundert).

## Ausstellung

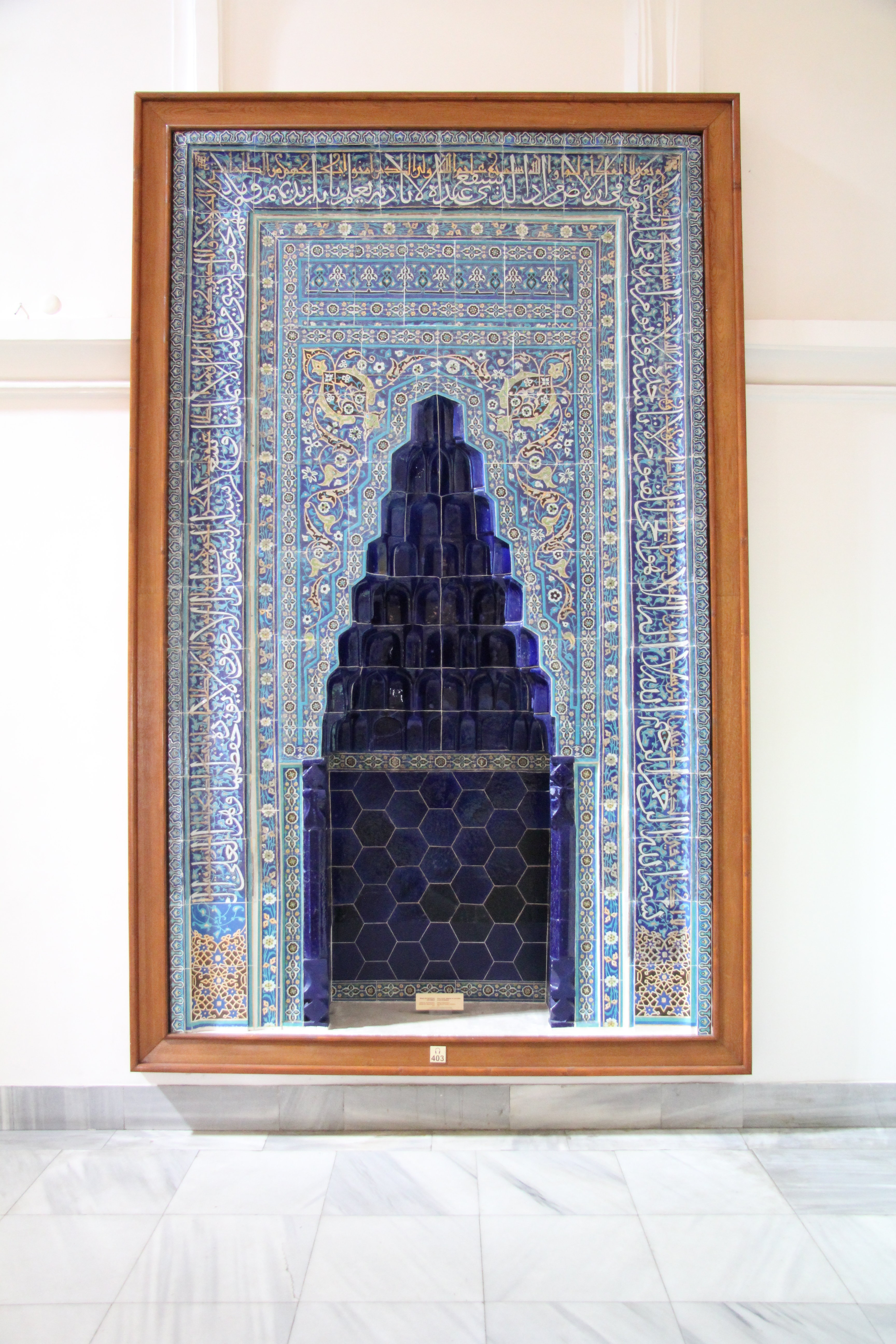
Ausstellungsstück, Mihrab mit farbigen Fliesen aus Karaman (1432)
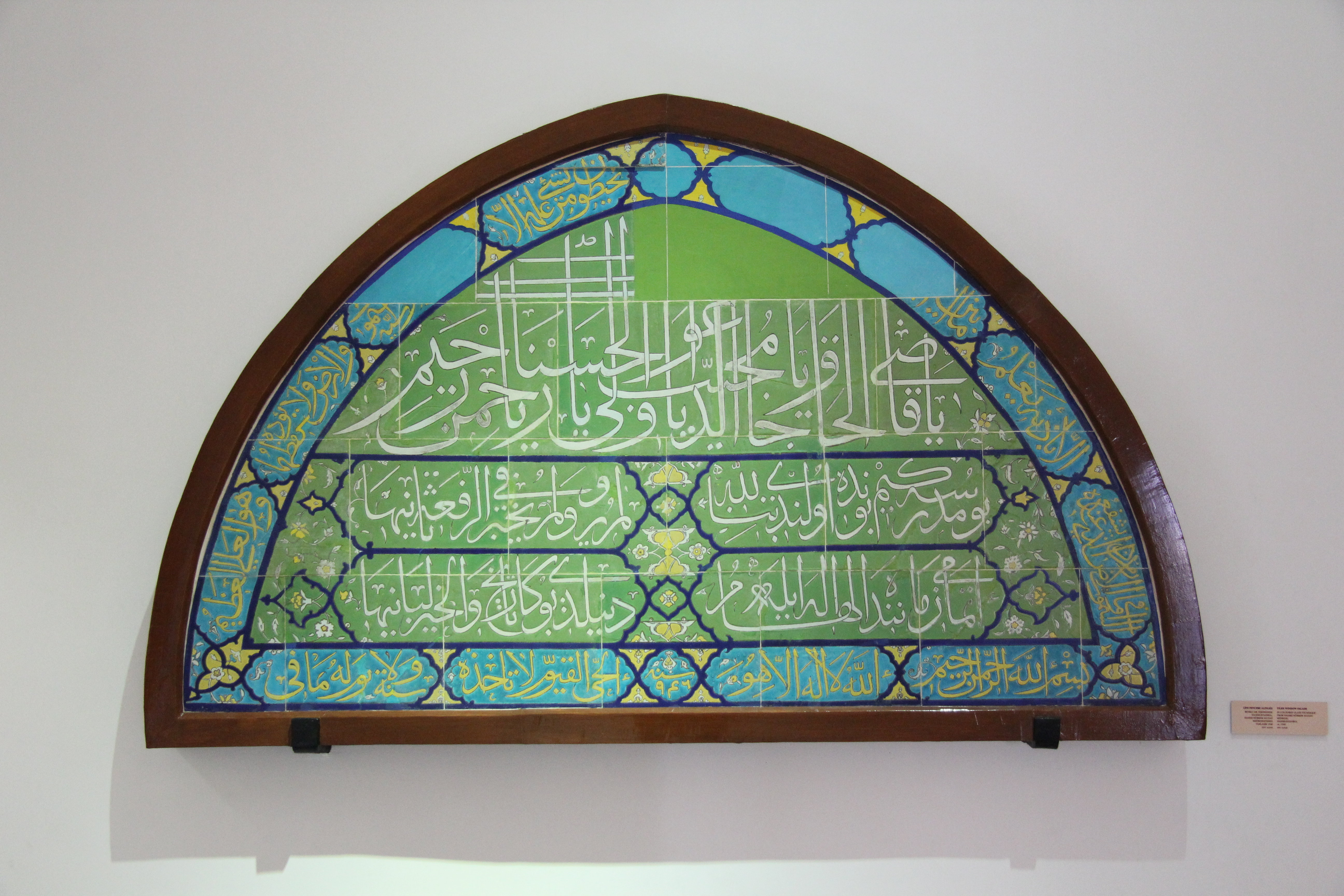
Ausstellungsstück, Bogenfeld mit farbigen Fliesen aus Medrese der Haseki-Hürrem-Sultan-Moschee, Istanbul (ca. 1504)
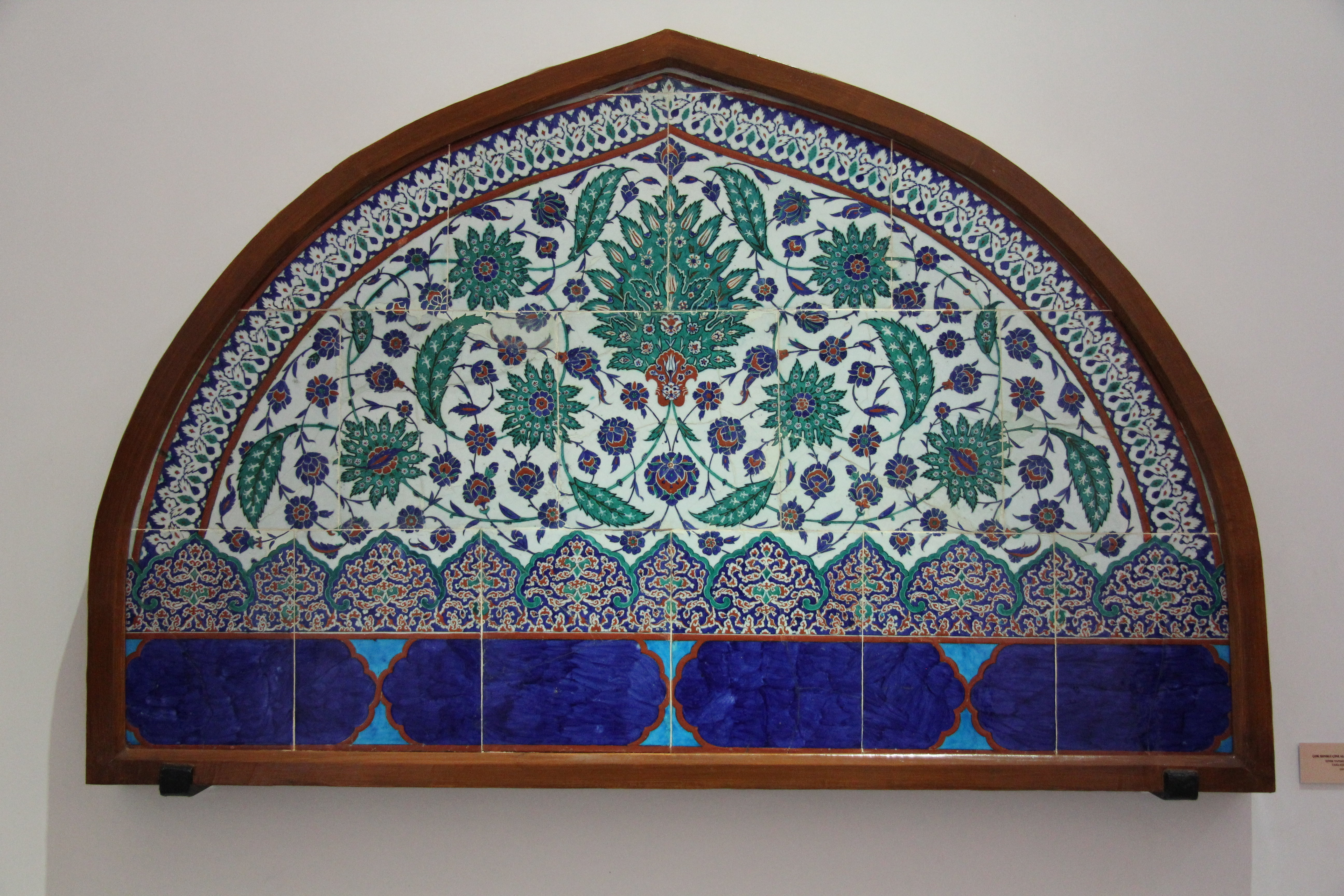
Ausstellungsstück, Bogenfeld mit farbigen Fliesen aus Iznik (ca. 1575)
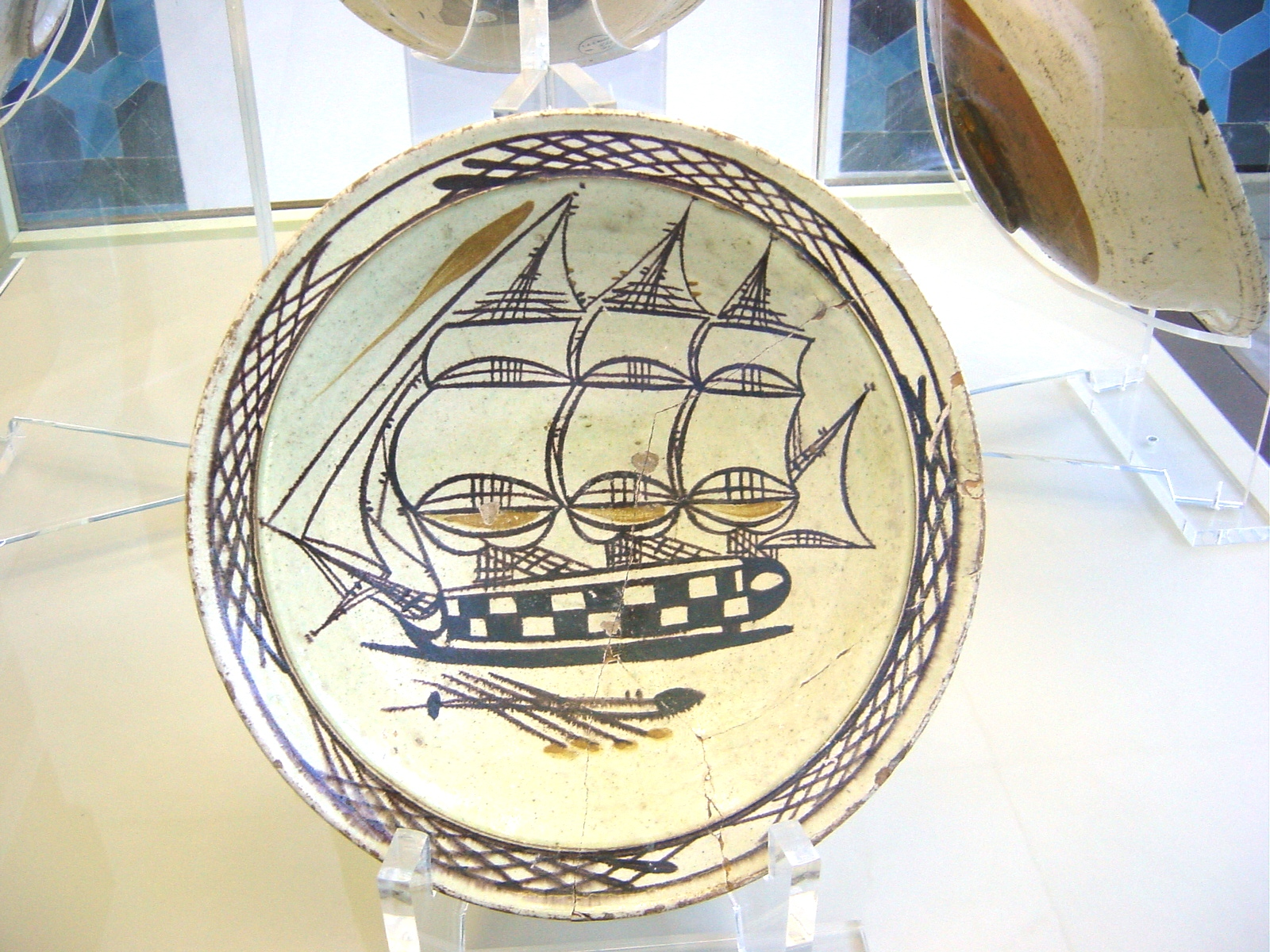
Teller aus Çanakkale (18. Jahrhundert)